# Premier League (Malta)
De Premier League (sponsornaam: BOV Premier League) is de hoogste voetbalcompetitie in Malta die door de MFA wordt georganiseerd.
In deze herfst/lente competitie spelen twaalf clubs. De kampioen plaatst zich voor de 2e voorronde van de Champions League en de nummer twee en drie plaatsen zich, samen met de winnaar van de Beker van Malta, voor de 1e voorronde van de Conference League. De onderste twee op de ranglijst degraderen naar de First Division.

## Kampioenen

### Per club 1910-2024
| Club                      | Stad       | Titels | Seizoenen |
| ------------------------- | ---------- | ------ | --- |
| Sliema Wanderers          | Sliema     | 26     | 1920, 1923, 1924, 1926, 1930, 1933, 1934, 1936, 1938, 1939, 1940, 1949, 1954, 1956, 1957, 1964, 1965, 1966, 1971, 1972, 1976, 1989, 1996, 2003, 2004, 2005 |
| Floriana FC               | Floriana   | 26     | 1910, 1912, 1913, 1921, 1922, 1925, 1927, 1928, 1929, 1931, 1935, 1937, 1950, 1951, 1952, 1953, 1955, 1958, 1962, 1968, 1970, 1973, 1975, 1977, 1993, 2020 |
| Valletta FC               | Valletta   | 26     | 1915, 1932, 1945, 1946, 1948, 1959, 1960, 1963, 1974, 1978, 1980, 1984, 1990, 1992, 1997, 1998, 1999, 2001, 2008, 2011, 2012, 2014, 2016, 2018, 2019       |
| Hibernians FC             | Paola      | 13     | 1961, 1967, 1969, 1979, 1981, 1982, 1994, 1995, 2002, 2009, 2015, 2017, 2022                                                                               |
| Ħamrun Spartans           | Ħamrun     | 11     | 1914, 1918, 1947, 1983, 1987, 1988, 1991, 2021, 2023, 2024, 2025                                                                                           |
| Birkirkara FC             | Birkirkara | 4      | 2000, 2006, 2010, 2013 |
| Rabat Ajax                | Rabat      | 2      | 1985, 1986 |
| Marsaxlokk FC             | Marsaxlokk | 1      | 2007 |
| St. George's FC           | Cospicua   | 1      | 1917 |
| King's Own Malta Regiment | Valletta   | 1      | 1919 |

## Eeuwige ranglijst
Clubs in het vet spelen in 2025/26 in de Premier League.
| Club                      | Stad              | /110 | Periode (1909-1910, 1911-1915, 1946-1940, 1944-2025) |
| ------------------------- | ----------------- | ---- | --- |
| Sliema Wanderers          | Sliema            | 107  | 1909-1910, 1911-1913, 1914-1915, 1916-1920, 1921-1940, 1944-1983, 1984-2022, 2023- |
| Floriana FC               | Floriana          | 99   | 1909-1910, 1911-1914, 1917-1918, 1920-1923, 1924-1929, 1930-1931, 1934-1938, 1944-1985, 1986-                                                                                             |
| Ħamrun Spartans           | Ħamrun            | 87   | 1911-1915, 1916-1923, 1924-1925, 1930-1935, 1946-1970, 1971-1974, 1976-1999, 2000-2004, 2005-2006, 2007-2013, 2016-                                                                       |
| Hibernians FC             | Paola             | 86   | 1932-1937, 1945- |
| Valletta FC               | Valletta          | 81   | 1944-2024, 2025- |
| Birkirkara FC             | Birkirkara        | 61   | 1949-1950, 1952-1960, 1961-1963, 1965-1966, 1968-1969, 1971-1976, 1977-1978, 1979-1981, 1983-1984, 1985-1986, 1987-1989, 1990-                                                            |
| St. George's FC           | Cospicua          | 43   | 1911-1914, 1916-1918, 1921-1922, 1925-1928, 1929-1930, 1934-1935, 1936-1940, 1945-1953, 1954-1955, 1957-1958, 1959-1964, 1966-1969, 1972-1973, 1974-1980, 1992-1993, 1994-1995, 2006-2007 |
| Marsa FC                  | Marsa             | 22   | 1919-1921, 1927-1928, 1934-1935, 1956-1957, 1958-1961, 1970-1976, 1977-1981, 1984-1985, 2001-2003, 2006-2007                                                                              |
| Valletta United           | Valletta          | 21   | 1911-1915, 1916-1918, 1919-1926, 1927-1932, 1937-1940 |
| Naxxar Lions FC           | Naxxar            | 20   | 1946-1949, 1988-1991, 1994-2002, 2013-2016, 2017-2018, 2023-2025 |
| Gzira United              | Gżira             | 19   | 1964-1965, 1968-1975, 1981-1982, 2016- |
| Mosta FC                  | Mosta             | 19   | 1974-1975, 1987-1988, 2002-2003, 2005-2006, 2011- |
| Rabat Ajax                | Rabat             | 17   | 1982-1987, 1988-1989, 1990-1994, 1995-1997, 1998-2001, 2012-2014 |
| Qormi FC                  | Qormi             | 16   | 1967-1968, 1969-1972, 1973-1974, 1978-1980, 2008-2016, 2018-2019 |
| Zurrieq FC                | Żurrieq           | 16   | 1980-1992, 1993-1996, 1999-2000 |
| Tarxien Rainbows          | Tarxien           | 17   | 1986-1987, 1989-1990, 1997-1998, 2008-2021, 2025- |
| Pietà Hotspurs            | Pietà             | 16   | 1994-1995, 1996-2008, 2014-2015, 2018-2019, 2022-2023 |
| Msida Saint Joseph        | Msida             | 15   | 1939-1940, 1945-1946, 1967-1968, 1969-1970, 1975-1979, 2003-2010 |
| Balzan FC                 | Balzan            | 15   | 2003-2004, 2011-2025 |
| Marsaxlokk FC             | Marsaxlokk        | 13   | 2002-2009, 2010-2012, 2022- |
| Melita FC                 | San Ġiljan        | 11   | 1938-1940, 1944-1948, 1953-1954, 1963-1964, 2012-2013, 2024- |
| Żabbar St. Patrick        | Żabbar            | 11   | 1950-1952, 1960-1962, 1972-1973, 1983-1984, 1995-1996, 1998-1999, 2004-2005, 2024- |
| Rabat FC                  | Rabat             | 11   | 1951-1959, 1962-1965 |
| Żebbuġ Rangers            | Żebbuġ            | 11   | 1970-1972, 1973-1977, 1979-1980, 1982-1983, 1989-1990, 2014-2015, 2022-2023 |
| Sliema Rangers            | Sliema            | 10   | 1920-1926, 1927-1928, 1929-1930, 1932-1933, 1934-1935 |
| St. Andrews FC            | Pembroke          | 7    | 1991-1994, 2015-2019 |
| Senglea Athletic          | Senglea           | 7    | 1975-1977, 1981-1982, 2017-2021 |
| Vittoriosa Rovers         | Birgu             | 7    | 1912-1915, 1916-1917, 1922-1925 |
| Gudja United              | Gudja             | 5    | 2019-2024 |
| Sirens FC                 | San Pawl il-Baħar | 5    | 2019-2024 |
| St. Lucia FC              | Santa Luċija      | 5    | 2019-2024 |
| Vittoriosa Stars          | Birgu             | 5    | 1955-1956, 1976-1978, 2008-2009, 2013-2014 |
| Lija Athletic             | Lija              | 5    | 1996-1997, 2001-2002, 2004-2005, 2017-2018, 2020-2021 |
| Mqabba FC                 | Mqabba            | 5    | 1985-1986, 1991-1992, 1993-1994, 2007-2008, 2011-2012 |
| Cottonera United          | Birgu             | 5    | 1914-1915, 1917-1918, 1919-1920, 1927-1928, 1929-1930 |
| Msida Rangers             | Msida             | 4    | 1912-1915, 1920-1921 |
| Valletta Rovers           | Valletta          | 3    | 1924-1927 |
| Msida Rovers              | Msida             | 3    | 1923-1926 |
| St. Andrew's              | Luqa              | 3    | 1948-1951 |
| Floriana Liberty          | Floriana          | 2    | 1916-1918 |
| Pembroke Athleta          | Pembroke          | 2    | 2015-2017 |
| Senglea Shamrocks         | Senglea           | 2    | 1912-1914 |
| Paola United              | Paola             | 2    | 1919-1921 |
| Xgħajra Tornadoes         | Xgħajr            | 2    | 1997-1998, 2000-2001 |
| St. Joseph's United       | Msida             | 1    | 1909-1910 |
| Boys Empire League        | Valletta          | 1    | 1909-1910 |
| Malta University          | Valletta          | 1    | 1909-1910 |
| Dingli Swallows FC        | Dingli            | 1    | 2009-2010 |
| Żejtun Corinthians        | Żejtun            | 1    | 2020-2021 |
| Għaxaq FC                 | Għaxaq            | 1    | 1978-1979 |
| Sliema Hotspurs           | Sliema            | 1    | 1931-1932 |
| Xewkija Tigers            | Xewkija           | 1    | 1939-1940 |
| SC Mellieħa               | Mellieħa          | 1    | 1992-1993 |
| Paola Rovers              | Paola             | 1    | 1917-1918 |
| Cospicua Rangers          | Cospicua          | 1    | 1918-1919 |
| King's Own Malta Regiment | Valletta          | 1    | 1918-1919 |
| Army Service Cops         | Valletta          | 1    | 1918-1919 |
| Dockyard Police           | Valletta          | 1    | 1920-1921 |
| Qormi United              | Qormi             | 1    | 1920-1921 |
| Malta Police              | Valletta          | 1    | 1921-1922 |
| Gozo FC                   | Xewkija           | 1    | 1999-2000 |

## Scheidsrechters
Bijgaand een overzicht van Maltese scheidsrechters die niet alleen actief zijn of waren in de Maltese Premier League, maar daarnaast ook internationale wedstrijden leiden of hebben geleid.
Birkirkara · 
Floriana · 
Gzira United · 
Ħamrun Spartans · 
Hibernians · 
Marsaxlokk ·
Melita FC ·
Mosta · 
Sliema Wanderers ·
Tarxien Rainbows ·
Valletta FC ·
Żabbar St. Patrick FC
1909/10 · 1910/11 · 1911/12 · 1912/13 · 1913/14 · 1914/15 · 1915/16 · 1916/17 · 1917/18 · 1918/19 · 1919/20 · 1920/21 · 1921/22 · 1922/23 · 1923/24 · 1924/25 · 1925/26 · 1926/27 · 1927/28 · 1928/29 · 1929/30 · 1930/31 · 1931/32 · 1932/33 · 1933/34 · 1934/35 · 1935/36 · 1936/37 · 1937/38 · 1938/39 · 1939/40 · 1940/41 · 1941/42 · 1942/43 · 1943/44 · 1944/45 · 1947/48 · 1948/49 · 1949/50 · 1950/51 · 1951/52 · 1952/53 · 1953/54 · 1954/55 · 1955/56 · 1956/57 · 1957/58 · 1958/59 · 1959/60 · 1960/61 · 1961/62 · 1962/63 · 1963/64 · 1964/65 · 1965/66 · 1966/67 · 1967/68 · 1968/69 · 1969/70 · 1970/71 · 1971/72 · 1972/73 · 1973/74 · 1974/75 · 1975/76 · 1976/77 · 1977/78 · 1978/79 · 1979/80 · 1980/81 · 1981/82 · 1982/83 · 1983/84 · 1984/85 · 1985/86 · 1986/87 · 1987/88 · 1988/89 · 1989/90 · 1990/91 · 1991/92 · 1992/93 · 1993/94 · 1994/95 · 1995/96 · 1996/97 · 1997/98 · 1998/99 · 1999/00 · 2000/01 · 2001/02 · 2002/03 · 2003/04 · 2004/05 · 2005/06 · 2006/07 · 2007/08 · 2008/09 · 2009/10 · 2010/11 · 2011/12 · 2012/13 · 2013/14 · 2014/15 · 2015/16 · 2016/17 · 2017/18 · 2018/19 · 2019/20 · 2020/21 · 2021/22 · 2022/23 · 2023/24